# Saint-Aupre
Saint-Aupre est une commune française située dans le département de l'Isère, en région Auvergne-Rhône-Alpes.
Historiquement situé dans l'ancienne province du Dauphiné, ce petit village, situé en zone de moyenne montagne et à l'aspect essentiellement rural, est une des communes adhérentes de la communauté d'agglomération du Pays voironnais.
Les habitants sont dénommés les Saint-Aupriens.

## Géographie

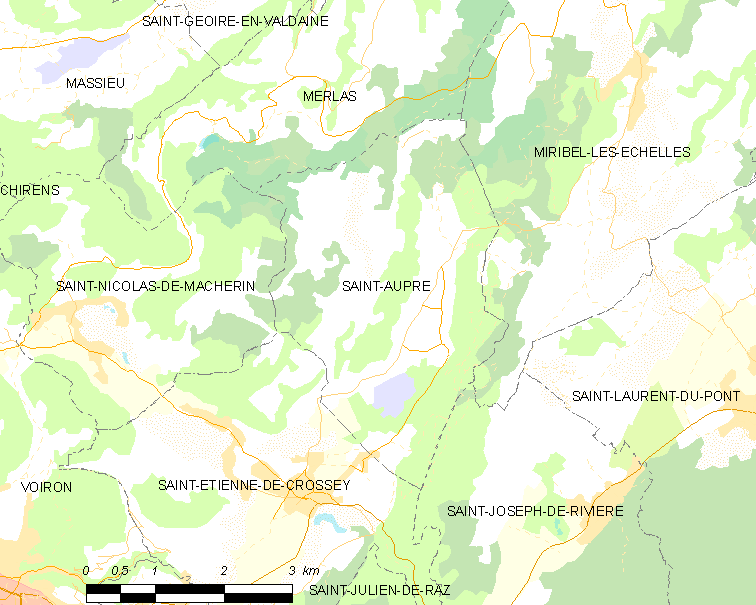
Plan de Saint-Aupre et de ses communes limitrophes.

### Situation et description
La commune est située dans le centre-est de la France, en région Auvergne-Rhône-Alpes, dans la partie septentrionale du département de l'Isère et plus précisément, au nord-est de la ville de Voiron, dans une zone de plateaux située à l'ouest du massif de la Chartreuse.

### Géologie et relief
Le territoire de Saint-Aupre se situe entre des collines molassiques dites périalpines des Terres froides de l'avant-pays du Bas-Dauphiné et le prolongement septentrional du chaînon du Ratz, dénommé localement sous le nom de « montagne de Saint-Aupre », qui est le dernier relief que coupe la trouée de l'Isère avant de déboucher dans la large plaine alluviale (à remplissage lacustre) de Moirans. Ce dernier se rattache au domaine jurassien tant par sa série stratigraphique, pauvre en niveaux marneux, que par sa structure et son relief.
Le tourniquet de Pierre Chave, situé en limite nord du territoire sur la RD 49 (marquant la limite entre la commune de Saint-Aupre et celle de Miribel-les-Échelles) est un passage étroit qui emprunte une gorge similaire à celles du Crossey, mais moins profonde et moins large. Celui-ci a sans doute été également forée par des écoulements de fonte glaciaire mais ceux-ci franchissaient la montagne à une altitude supérieure (environ 600 m). Cette voie d'évacuation a sans doute été parcourue seulement par une partie des eaux de fonte mais assez rapidement abandonnée, ce qui a eu pour conséquence son bien moindre élargissement et approfondissement que d'autres vallées, dites « sèches », identiques.

### Climat
Pour des articles plus généraux, voir Climat d'Auvergne-Rhône-Alpes et Climat de l'Isère.
En 2010, le climat de la commune est de type climat des marges montargnardes, selon une étude du Centre national de la recherche scientifique s'appuyant sur une série de données couvrant la période 1971-2000. En 2020, Météo-France publie une typologie des climats de la France métropolitaine dans laquelle la commune est exposée à un climat de montagne ou de marges de montagne et est dans la région climatique  Alpes du nord, caractérisée par une pluviométrie annuelle de 1 200 à 1 500 mm, irrégulièrement répartie en été. 
Pour la période 1971-2000, la température annuelle moyenne est de 9,7 °C, avec une amplitude thermique annuelle de 17,6 °C. Le cumul annuel moyen de précipitations est de 1 331 mm, avec 9,7 jours de précipitations en janvier et 7,4 jours en juillet. Pour la période 1991-2020, la température moyenne annuelle observée sur la station météorologique installée sur la commune est de 11,0 °C et le cumul annuel moyen de précipitations est de 1 376,9 mm,. Pour l'avenir, les paramètres climatiques de la commune estimés pour 2050 selon différents scénarios d'émission de gaz à effet de serre sont consultables sur un site dédié publié par Météo-France en novembre 2022.
| Mois                                  | jan.           | fév.          | mars          | avril         | mai           | juin          | jui.          | août          | sep.          | oct.          | nov.          | déc.           | année     |
| ------------------------------------- | -------------- | ------------- | ------------- | ------------- | ------------- | ------------- | ------------- | ------------- | ------------- | ------------- | ------------- | -------------- | --------- |
| Température minimale moyenne (°C)     | −1,3           | −1,3          | 1,5           | 4,6           | 7,9           | 11,6          | 13            | 12,5          | 9,6           | 6,4           | 2,4           | −0,9           | 5,5       |
| Température moyenne (°C)              | 2,4            | 3,2           | 6,9           | 10,8          | 14,1          | 18,1          | 20,1          | 19,5          | 15,9          | 11,7          | 6,7           | 3,1            | 11        |
| Température maximale moyenne (°C)     | 6,2            | 7,7           | 12,4          | 17            | 20,3          | 24,7          | 27,2          | 26,5          | 22,1          | 16,9          | 11,1          | 7,1            | 16,6      |
| Record de froid (°C) date du record   | −12,9 11.01.10 | −18 05.02.12  | −7,3 06.03.10 | −5,4 08.04.21 | −1,3 07.05.19 | 5,1 15.06.08  | 6,8 25.07.11  | 6,1 22.08.14  | 1 27.09.10    | −5 30.10.12   | −8,2 27.11.10 | −15,9 20.12.09 | −18 2012  |
| Record de chaleur (°C) date du record | 18,6 10.01.15  | 20,4 22.02.21 | 22,6 31.03.21 | 29 28.04.12   | 31,4 22.05.22 | 37,2 27.06.19 | 37,6 24.07.19 | 37,2 22.08.23 | 31,9 04.09.23 | 28,9 09.10.23 | 22,1 12.11.18 | 18,8 17.12.19  | 37,6 2019 |
| Précipitations (mm)                   | 111,8          | 92,2          | 110,7         | 102,8         | 147,4         | 127,1         | 105,5         | 99,3          | 105,3         | 114,7         | 135,5         | 124,6          | 1 376,9   |

### Hydrographie

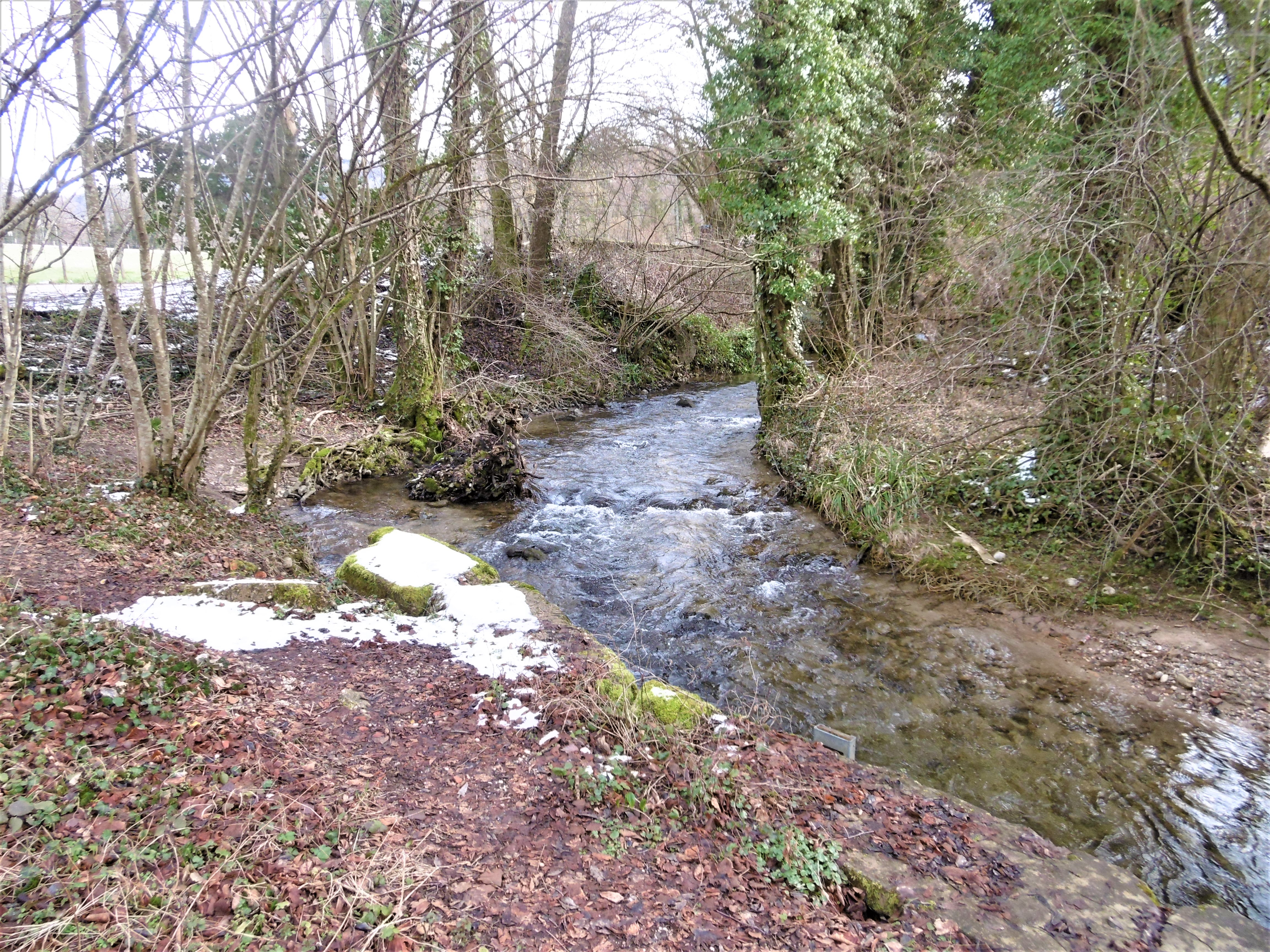
La Morge entre Saint-Aupre et Saint-Étienne-de-Crossey.

Le territoire de Saint-Aupre abrite les sources de la Morge. Cette rivière, d'une longueur de 27,2 km, est un affluent de l'Isère et donc un sous-affluent du Rhône. Elle a un caractère torrentiel et prend sa source dans le canton de Voiron. Celle-ci s'écoule selon un axe que l'on peut qualifier de nord-est - sud-ouest.

### Voies de communication et transport
Le territoire de la commune de Saint-Aupre est situé à l'écart des voies de grandes circulation. L'autoroute la plus proche est l'A48 qui relie L'agglomération lyonnaise à celles de Grenoble. Seule la RD 49 qui relie Miribel-les-Échelles à Saint-Étienne-de-Crossey traverse le territoire. La RD49b qui s'en détache à la hauteur du hameau de La Croix-Rouge permet de rejoindre le bourg central.

## Urbanisme

### Typologie
Au 1er janvier 2024, Saint-Aupre est catégorisée commune rurale à habitat dispersé, selon la nouvelle grille communale de densité à sept niveaux définie par l'Insee en 2022.
Elle est située hors unité urbaine. Par ailleurs la commune fait partie de l'aire d'attraction de Grenoble, dont elle est une commune de la couronne,. Cette aire, qui regroupe 204 communes, est catégorisée dans les aires de 700 000 habitants ou plus (hors Paris),.

### Occupation des sols
L'occupation des sols de la commune, telle qu'elle ressort de la base de données européenne d’occupation biophysique des sols Corine Land Cover (CLC), est marquée par l'importance des forêts et milieux semi-naturels (49,3 % en 2018), une proportion identique à celle de 1990 (49,3 %). La répartition détaillée en 2018 est la suivante : 
forêts (49,3 %), prairies (31,3 %), zones agricoles hétérogènes (10,6 %), zones urbanisées (5,8 %), zones humides intérieures (2,2 %), terres arables (0,8 %). L'évolution de l’occupation des sols de la commune et de ses infrastructures peut être observée sur les différentes représentations cartographiques du territoire : la carte de Cassini (XVIIIe siècle), la carte d'état-major (1820-1866) et les cartes ou photos aériennes de l'IGN pour la période actuelle (1950 à aujourd'hui).

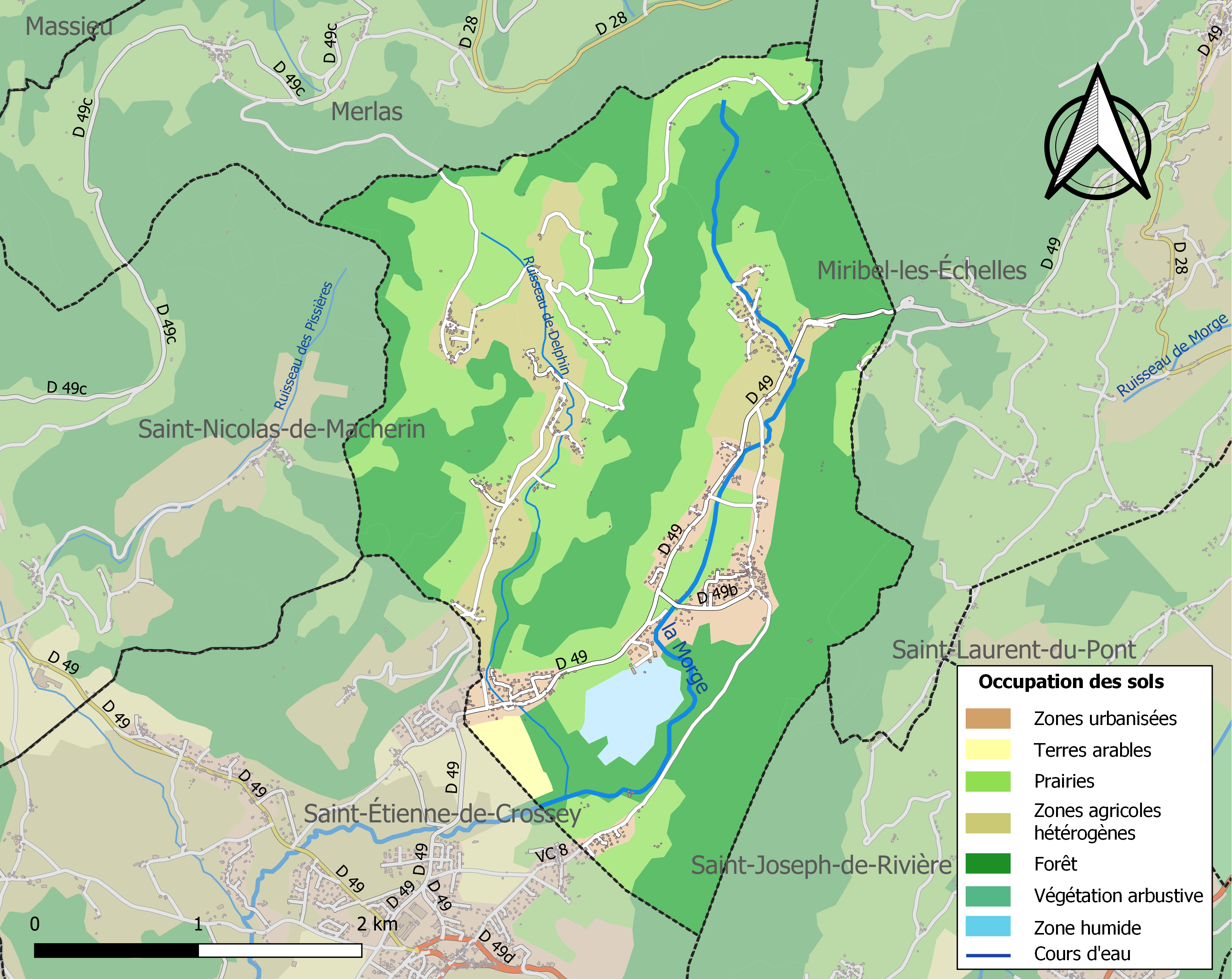
Carte des infrastructures et de l'occupation des sols de la commune en 2018 (CLC).

### Hameaux, lieux-dits et écarts
Voici, ci-dessous, la liste la plus complète possible des divers hameaux, quartiers et lieux-dits résidentiels urbains comme ruraux qui composent le territoire de la commune de Saint-Aupre, présentés selon les références toponymiques fournies par le site géoportail de l'Institut géographique national.
| - Col du Pilori - la Montagne - Veissières - Chevillard - les Charrues - le Grand Bois - les Chambures - le Lazard - Bouteillon - le Grand Vivier | - le Delphin - les Vials - Ture - le Chevaliers - Champtora - la Mièle - Combe Moussouaz - les Emptaz - le Barreau - Champalier | - le Bellier - le Colombier - les Vessières - les Balmettes - la Forêt - la Croix Rouge - Bois de l'Église - Croix de l'Échaillon - Puzais - les Chaudières | - le Grand Chemin - Bois de la Molardière - Bois de Plantimey - la Rossetière - les Mairies - les Marais - les Chartreux - Chapelle de la Madeleine - la Maladière |

### Risques naturels et technologiques

#### Risques sismiques
L'ensemble du territoire de la commune de Saint-Aupre est situé en zone de sismicité n°4 (sur une échelle de 1 à 5), non loin de la zone n°3 située plus à l'ouest.
| Type de zone | Niveau            | Définitions (bâtiment à risque normal) |
| ------------ | ----------------- | -------------------------------------- |
| Zone 4       | Sismicité moyenne | accélération = 1,6 m/s2                |

## Toponymie
L'« ecclesi sancti aupri » (ou apri) du XIe siècle donna le nom de la commune en 1790 quand la paroisse fut détachée de Voiron.
245 noms de lieux recensés sur cette commune.

## Histoire
Aucune information ne nous permet de savoir à quelle date la commune de Saint-Aupre fut fondée. Néanmoins, des hameaux à la voie romaine qui traversait autrefois le village, les traces d'un passé lointain sont nombreuses. Les premières informations historiques précises concernant Saint-Aupre remontent au XIe siècle avec la fondation, par les comtes de Savoie, d'une maladrerie, reprise en 1315 par les pères chartreux. La maladrerie faisait l'objet d'un important pèlerinage. Elle s'éteignit dans les années 1610.
La commune de Saint-Aupre renferme cependant d'autres monuments remarquables parmi lesquels le château de la Tour, datant du XVe siècle et restauré au XVIIe siècle, le château de La Rossetière, retouché au XVIIIe siècle, ainsi que l'ancienne maison forte du Bellier, bâtie au XIIIe siècle et dont les terres furent érigées en baronnie.
Saint-Aupre est le berceau d'une branche de la famille de Barral venue de Gaspard de Barral et dont les membres, redevenus seigneurs d'Allevard où se trouvait une de leurs souches anciennes, donneront quelques célèbres maîtres de forges, prélats, magistrats, hommes politiques et militaires du XVIIe au XIXe siècle. Sous la Terreur, l'épouse du général André Horace François de Barral de Rochechinard, née Beauharnais, tante de la grande duchesse Stéphanie de Bade se réfugiera à Saint-Aupre.
La commune de Saint-Aupre accueille chaque année depuis les années 1980 une "foire aux chèvres" devenue célèbre dans toute la région. Auparavant existait au hameau de la Rossetière une foire dont on retrouve une trace dans une lettre du roi Henri IV datée de 1604 et réorganisant les foires de la région; cette lettre place la foire de la Rossetière sous le patronage de Saint Mathieu et la fixe au 21 septembre. Cette foire était dite du retour de la foire de Beaucroissant car certains exposants de cette dernière, de retour chez eux, s'y arrêtaient pour vendre leurs marchandises restantes. C'est sous le nom de "foire de la Saint Mathieu" que la foire de Saint Aupre a été connue jusque dans les années 1970. Il n'est donc pas exact de considérer que la foire aux chèvres de Saint Aupre existe depuis 400 ans. [source : Saint Aupre - ses origines, son histoire jusqu'à nos jours de Gisèle Bouzon-Durand et Gilbert Barral - 1988,  qu'on peut se procurer à la mairie de Saint Aupre]

### Administration municipale

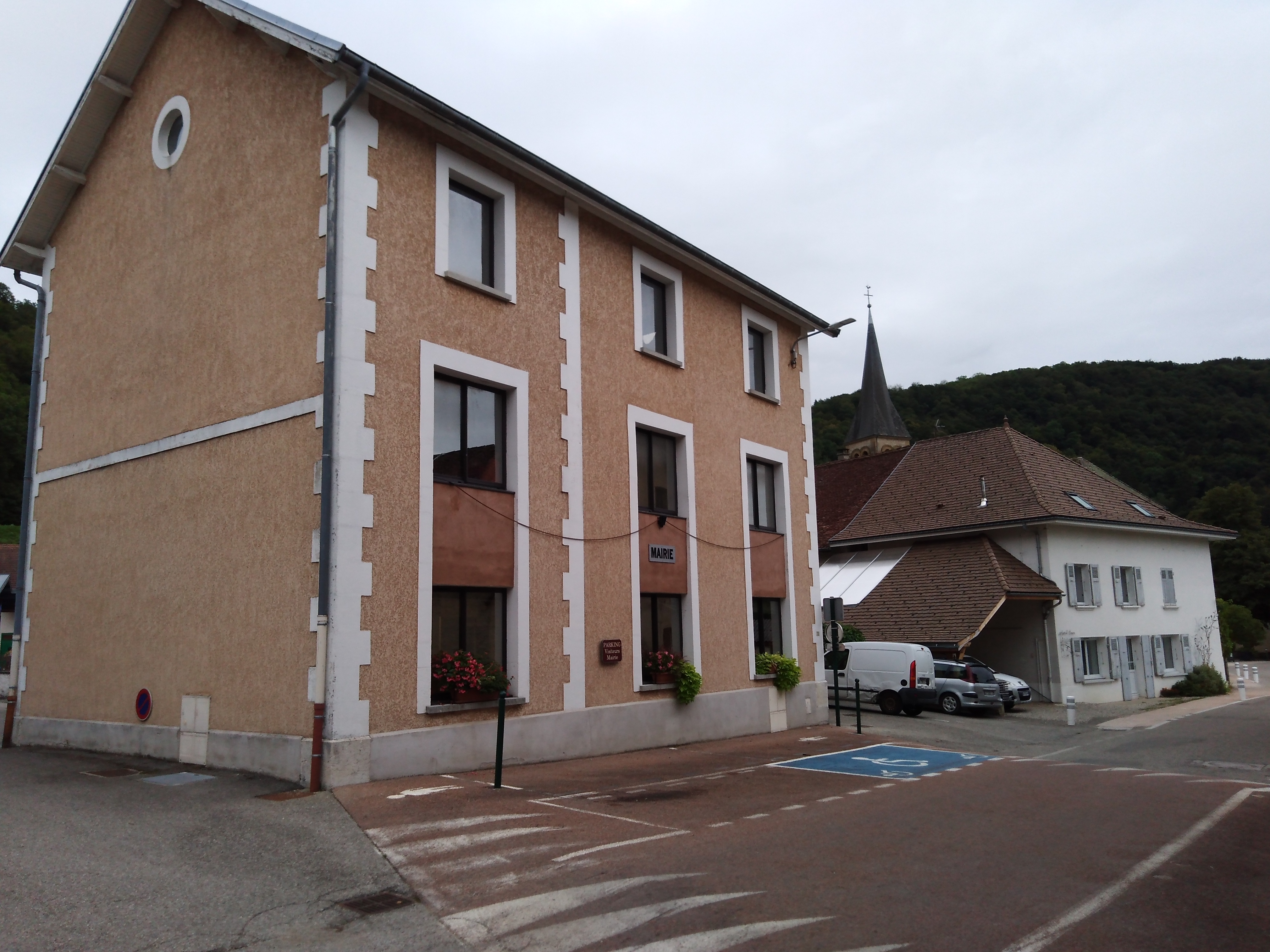
Mairie de Saint-Aupre.

## Politique et administration

### Liste des maires
| Période                                  | Période  | Identité        | Étiquette | Qualité                    |
| ---------------------------------------- | -------- | --------------- | --------- | -------------------------- |
| 2001                                     | 2014     | César Delphin   |           |                            |
| 2014                                     | 2020     | Pierre Durand   | SE        | Retraité de l'enseignement |
| 2020                                     | En cours | Patrick Buisson |           |                            |
| Les données manquantes sont à compléter. |          |                 |           |                            |

## Population et société

### Démographie
L'évolution du nombre d'habitants est connue à travers les recensements de la population effectués dans la commune depuis 1793. Pour les communes de moins de 10 000 habitants, une enquête de recensement portant sur toute la population est réalisée tous les cinq ans, les populations de référence des années intermédiaires étant quant à elles estimées par interpolation ou extrapolation. Pour la commune, le premier recensement exhaustif entrant dans le cadre du nouveau dispositif a été réalisé en 2004.

En 2022, la commune comptait 1 200 habitants, en évolution de +6,48 % par rapport à 2016 (Isère : +3,07 %, France hors Mayotte : +2,11 %).
| 1793 | 1800 | 1806 | 1821  | 1831  | 1836  | 1841  | 1846  | 1851  |
| ---- | ---- | ---- | ----- | ----- | ----- | ----- | ----- | ----- |
| 865  | 817  | 843  | 1 026 | 1 041 | 1 066 | 1 127 | 1 129 | 1 124 |

| 1856  | 1861  | 1866 | 1872 | 1876 | 1881 | 1886 | 1891 | 1896 |
| ----- | ----- | ---- | ---- | ---- | ---- | ---- | ---- | ---- |
| 1 051 | 1 007 | 968  | 947  | 945  | 900  | 904  | 867  | 848  |

| 1901 | 1906 | 1911 | 1921 | 1926 | 1931 | 1936 | 1946 | 1954 |
| ---- | ---- | ---- | ---- | ---- | ---- | ---- | ---- | ---- |
| 807  | 771  | 718  | 550  | 521  | 488  | 477  | 450  | 394  |

| 1962 | 1968 | 1975 | 1982 | 1990 | 1999 | 2004  | 2006  | 2009  |
| ---- | ---- | ---- | ---- | ---- | ---- | ----- | ----- | ----- |
| 408  | 389  | 388  | 560  | 676  | 872  | 1 025 | 1 046 | 1 057 |

| 2014  | 2019  | 2022  | - | - | - | - | - | - |
| ----- | ----- | ----- | - | - | - | - | - | - |
| 1 113 | 1 157 | 1 200 | - | - | - | - | - | - |

### Enseignement
La commune est rattachée à l'académie de Grenoble. Son école primaire municipale est située près de la mairie.

### Manifestations culturelles et festivités
- La foire aux chèvres[23] ;
- la rando du Hibou[23].

### Médias
Historiquement, le quotidien à grand tirage Le Dauphiné libéré consacre, assez régulièrement, y compris le dimanche, dans son édition du Voironnais à la Chartreuse, un ou plusieurs articles à l'actualité de la communauté de communes, du canton et quelquefois du village, ainsi que des informations sur les éventuelles manifestations locales, les travaux routiers, et autres événements divers à caractère local.
La commune est située sur l'aire de diffusion de radio Ici Isère, une radio publique qui émet sur tout le territoire du département de l'Isère.

## Économie

### Secteur agricole et forestier
Le commune fait partie de l'aire géographique de production et transformation du « Bois de Chartreuse », la première AOC de la filière Bois en France,.

## Culture locale et patrimoine

### Lieux et monuments

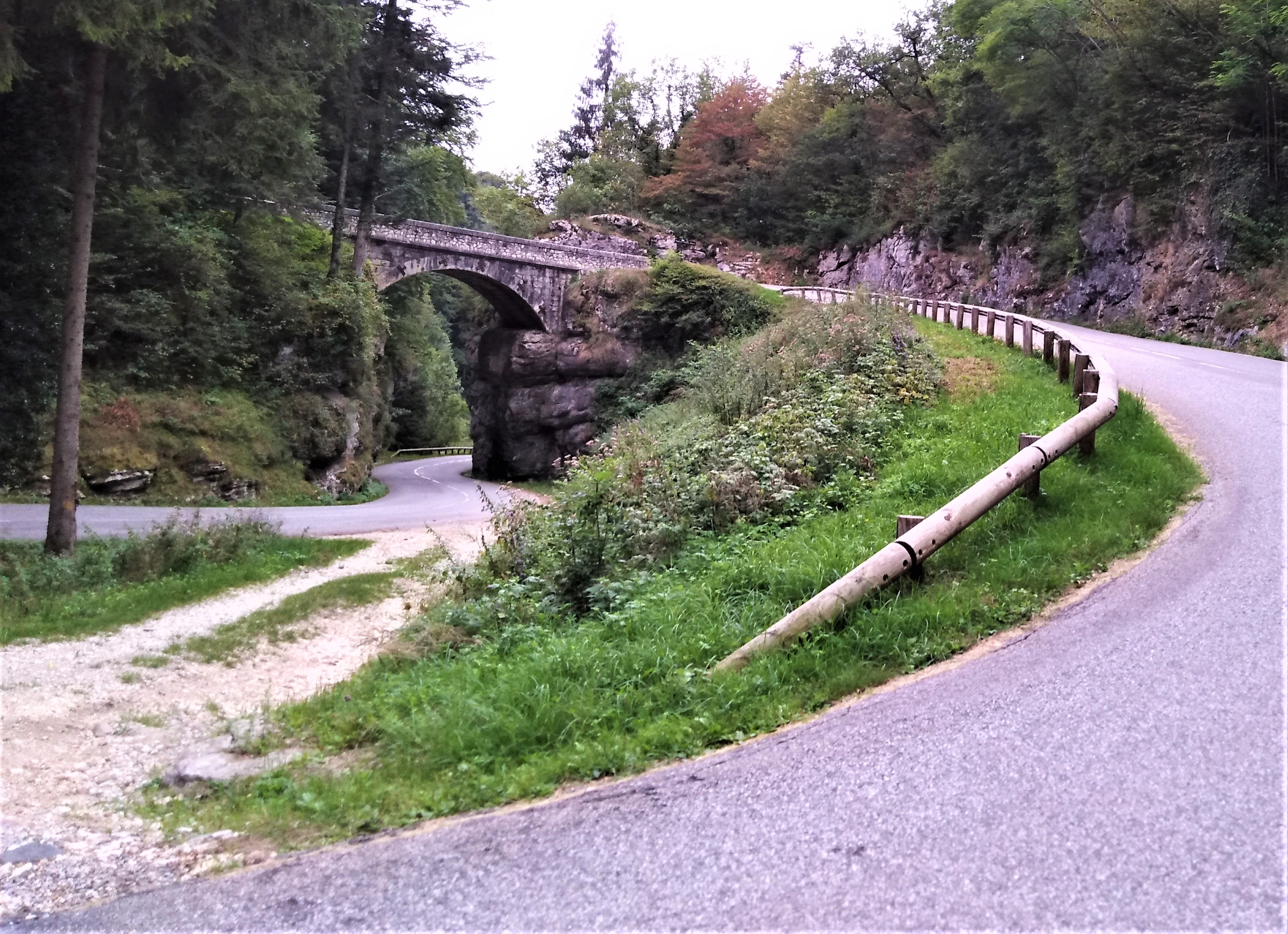
Le tourniquet de Pierre-Chave.

#### Sur la commune
- La maison forte de la Tour, des XVe et XVIIe siècles[26].
- Le château de la Rossetière, renouvelé au XVIIIe siècle[26].
- La chapelle de la Madelaine, au lieu-dit Maladière, ce qui reste de l'ancienne léproserie du XIIe siècle[26].
- Église Saint-Antoine des Vials.
- L'église de Saint-Aupre, du XIXe siècle, qui conserve une pierre funéraire d'époque romaine[26].
- La maison forte du Bellier, du XIIIe siècle[26].

#### À proximité de la commune
- Le tourniquet de Pierre Chave est un pont sur lequel la même route départementale (RD45) passe d'abord dessus puis dessous. Cet ouvrage est situé en toute limite du territoire communal mais cependant entièrement situé sur la commune voisine de Miribel-les-Échelles, entre les hameaux de Saint Roch (Miribel) et de Ture (Saint-Aupre)[26].

### Patrimoine naturel
Saint-Aupre est une des communes adhérentes du parc naturel régional de Chartreuse.
- l'étang des Chartreux,

situé dans les bois, au nord-ouest du bourg, près du hameau du Grand Vivier
- le tilleul centenaire de Sully
- la forêt de Saint-Aupre

Quelques photos de divers sites et bâtiments de Saint-Aupre
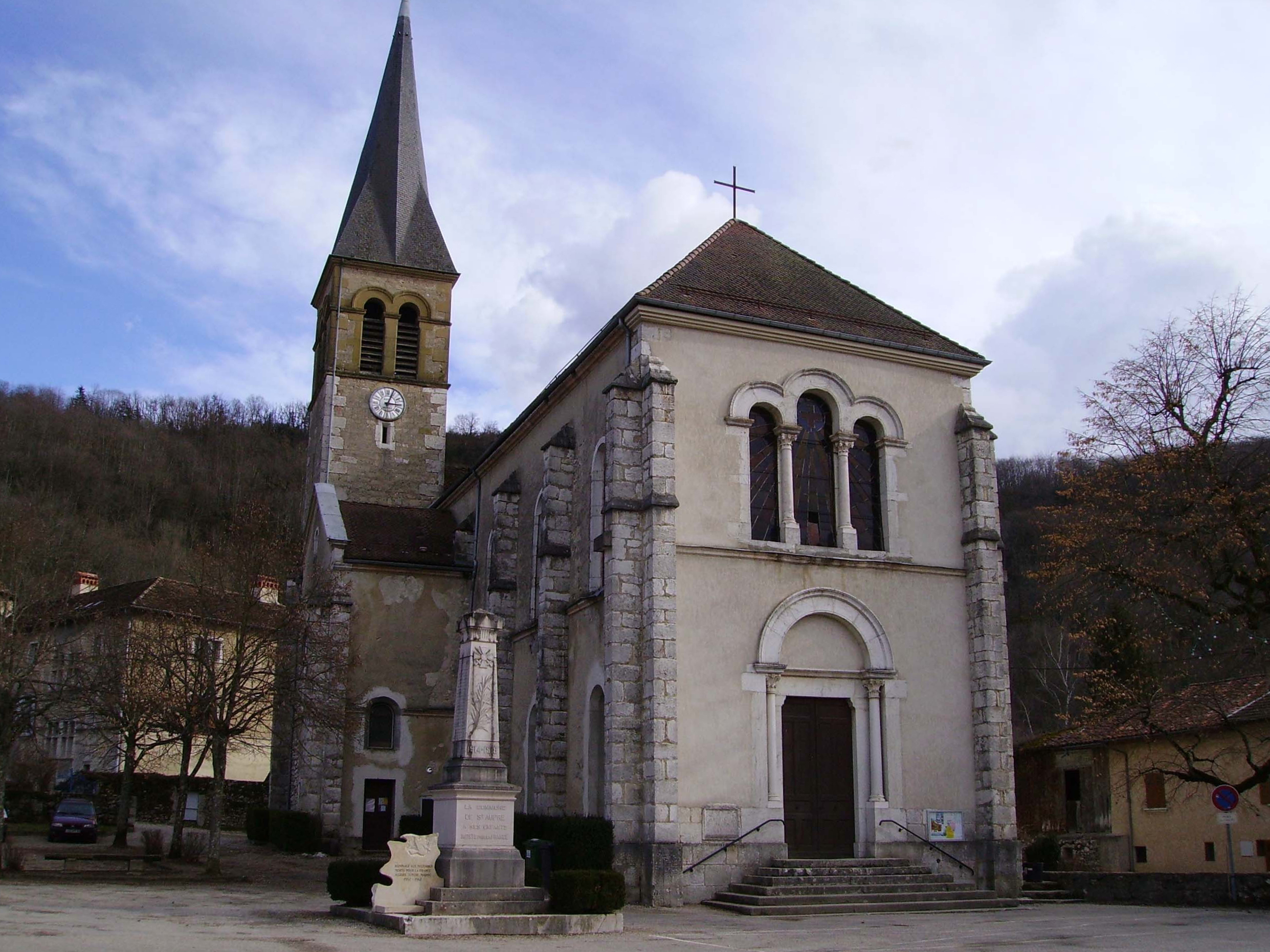
L'église de Saint-Aupre.
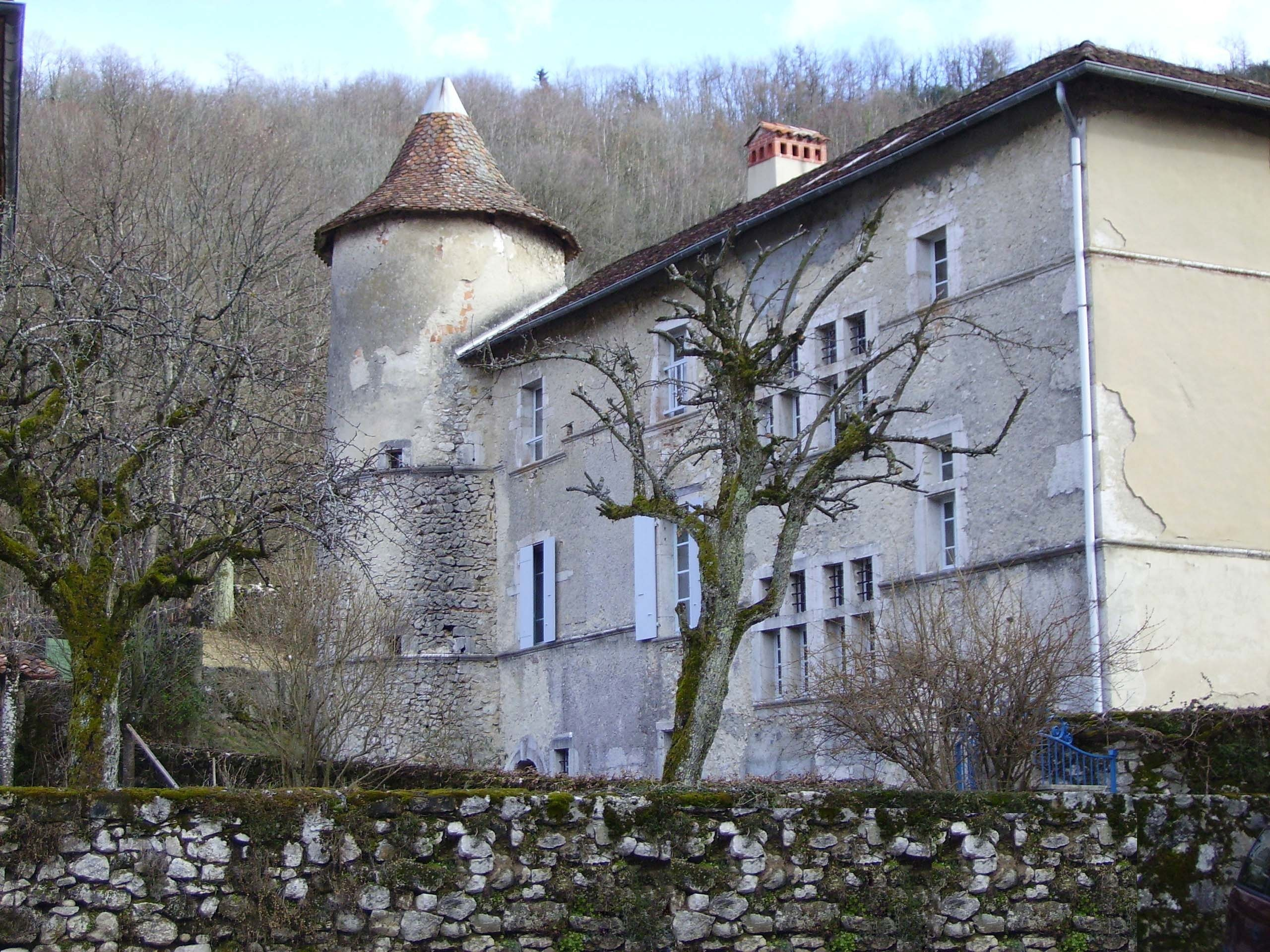
Le château.
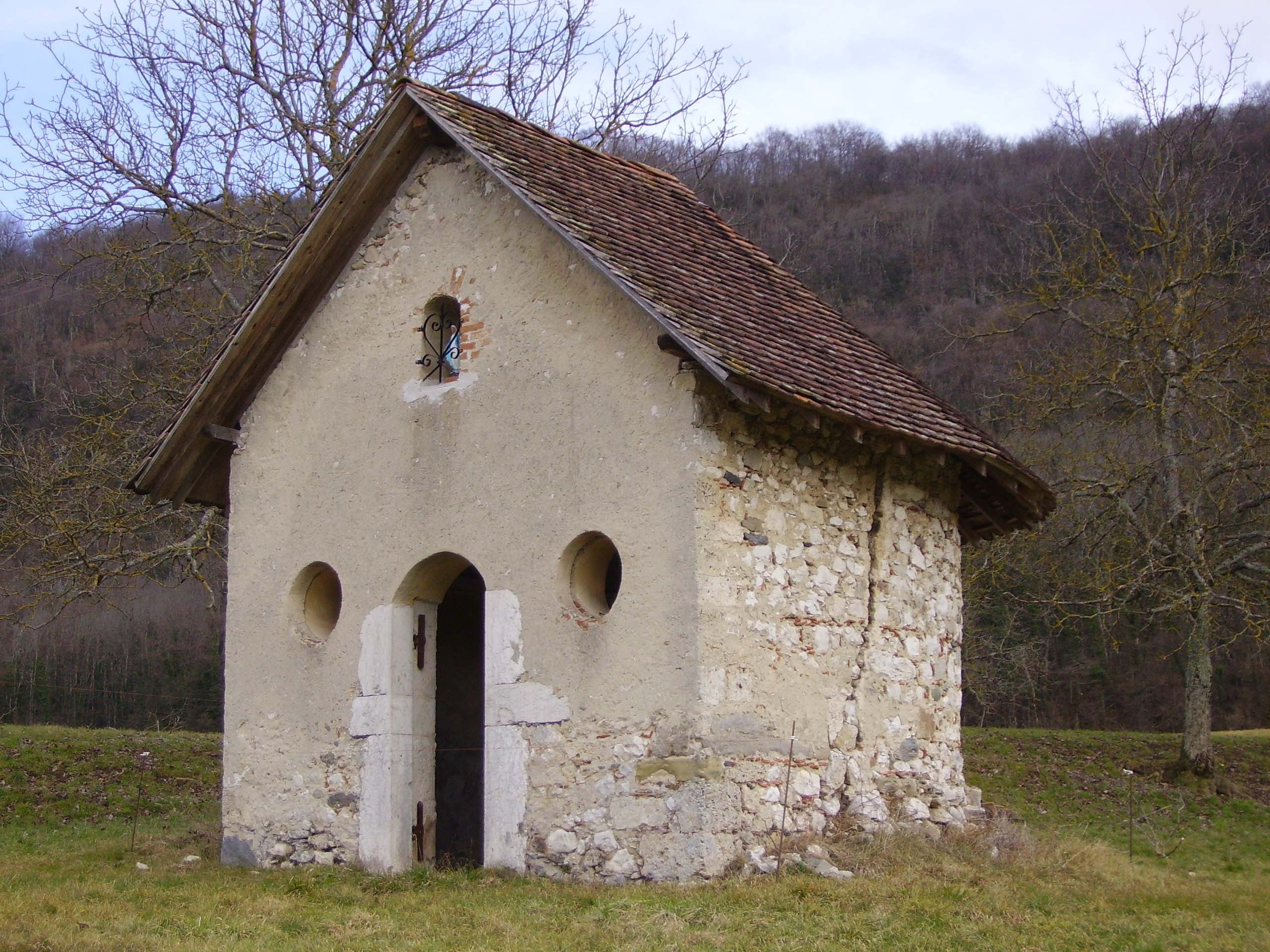
La chapelle de la Maladière.
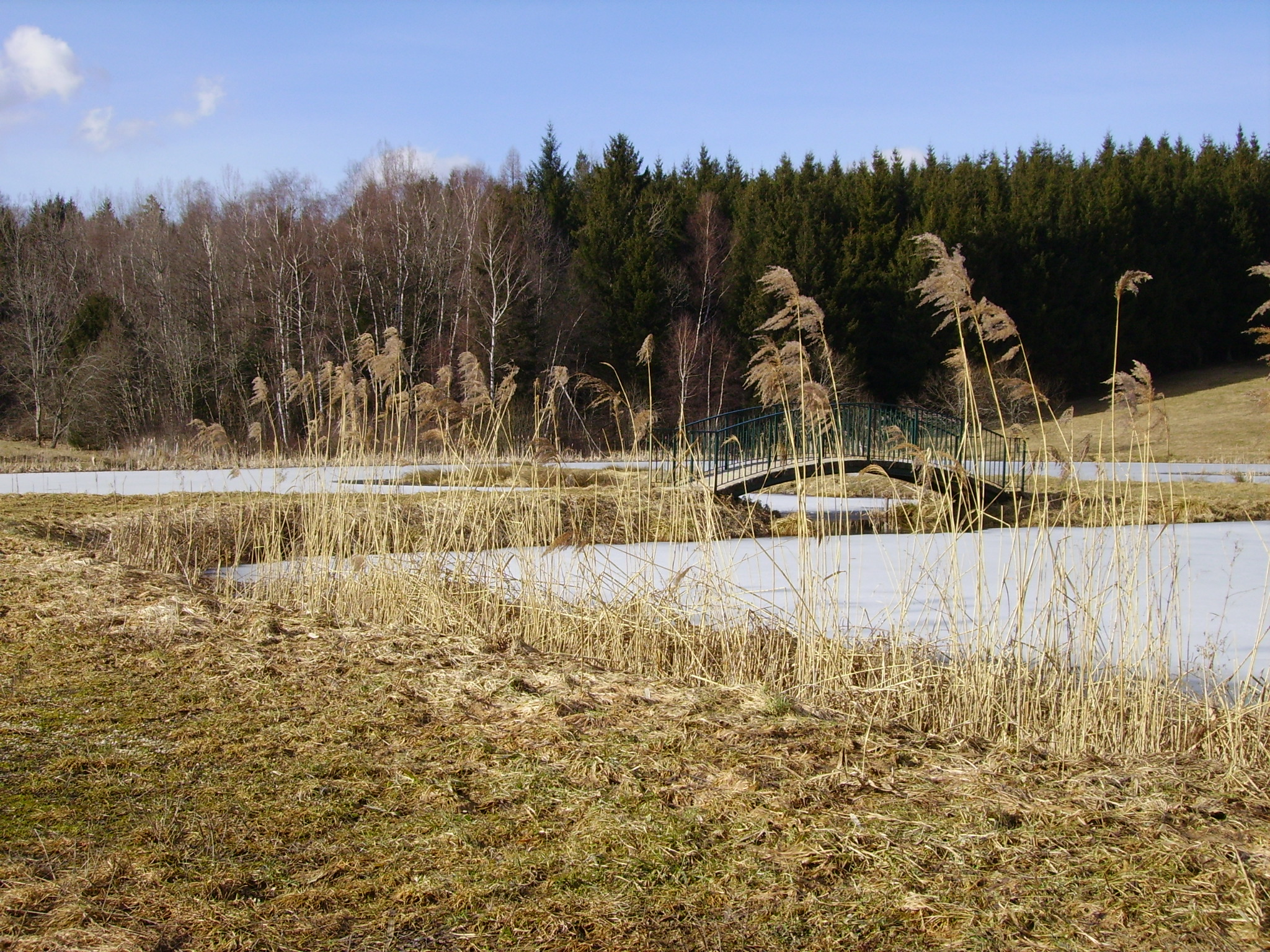
L'étang des Chartreux.
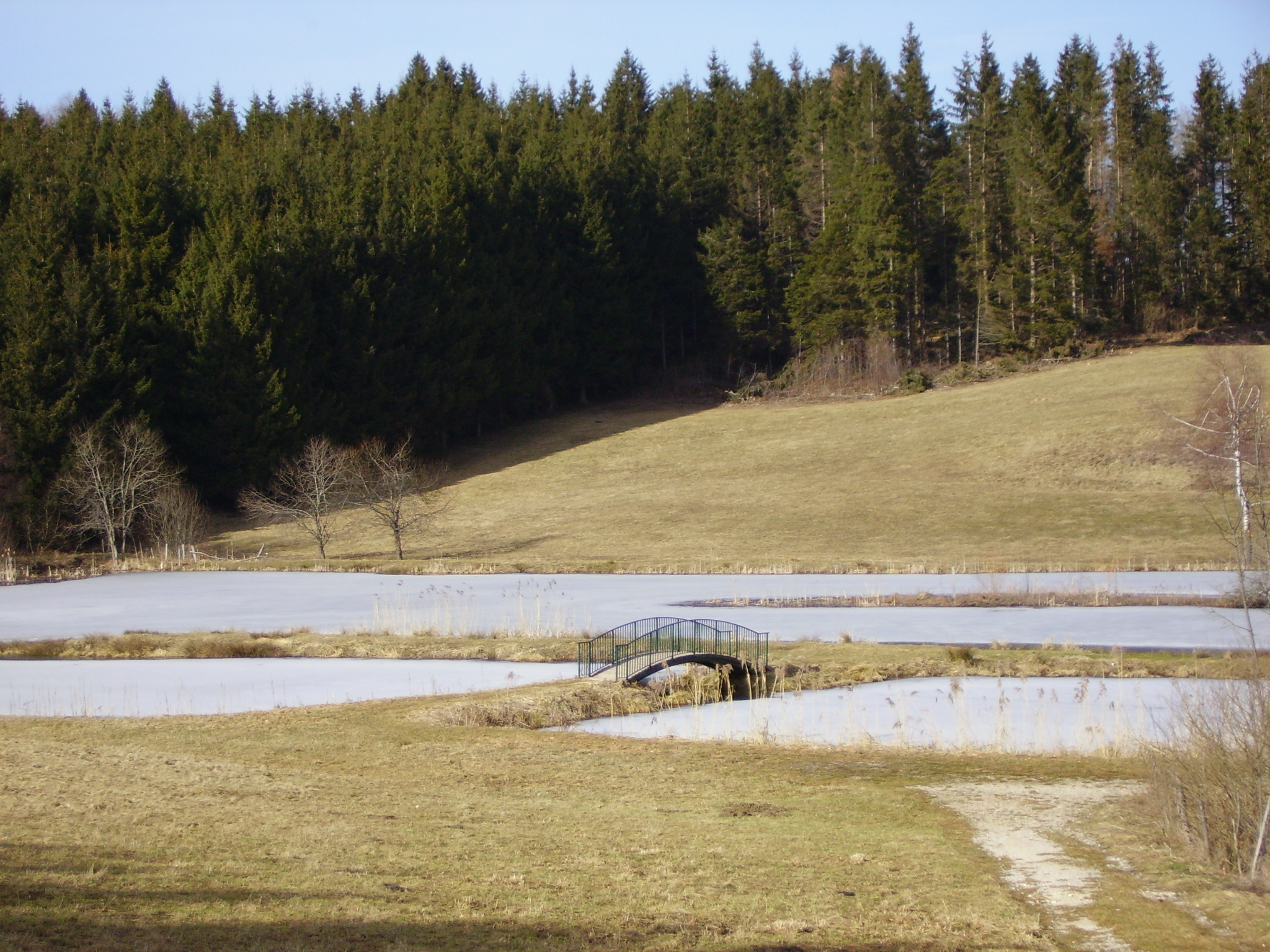
L'étang des Chartreux.
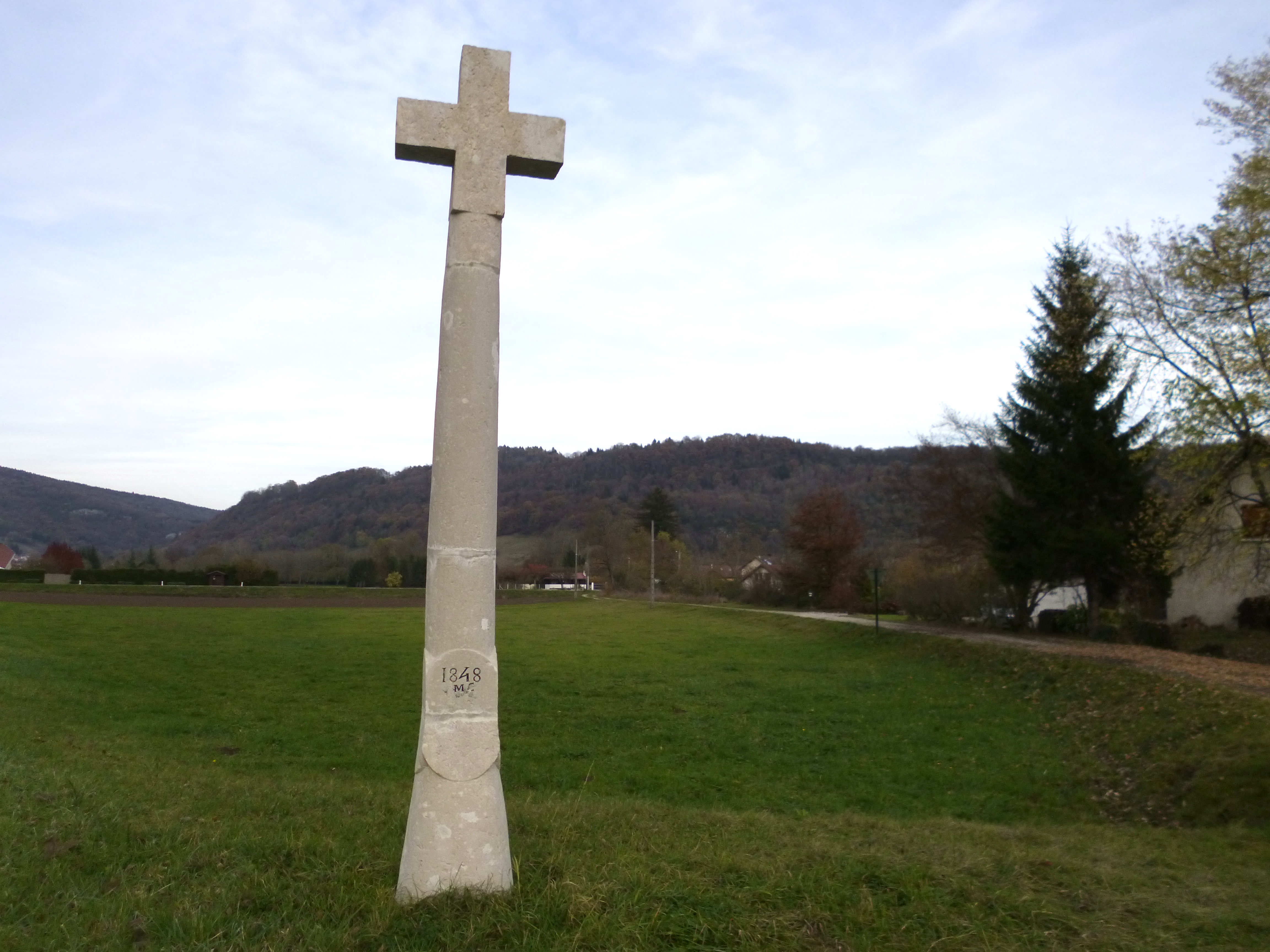
La Croix-Rouge de Saint-Aupre (1848).

### Personnages liés à la commune
- Nestor Cornier, maire de Grenoble de 1910 à 1919, est né à Saint-Aupre. Son nom est indiqué sur la plaque d'inauguration de l'hôpital civil de La Tronche en 1913.

### Héraldique
|  | Saint-Aupre possède des armoiries dont l'origine et le blasonnement exact ne sont pas disponibles. |